# 邁阿密風雲
《邁阿密風雲》（英語：Miami Vice），為美國於1984至1989年間播映的犯罪、動作電視影集。

## 概要
本劇的兩名主角刑警，由美國演員唐·強生及黑人男星菲利浦·麥可·湯瑪斯飾演，加上西班牙裔，沉默卻兇猛冷靜的刑事組長（愛德華·詹姆斯·奧莫斯飾演）領導他們，由美國的三大族群代表共同演出。
劇情講述美國佛羅里達州海邊大都市邁阿密刑警苦戰龐大國際黑幫犯罪故事；全片寫實描繪現代黑幫高科技電子犯罪手法絲絲入扣，邁阿密風光明媚，海灘椰子樹邊辣妹嬉笑、噴速汽艇海上跳飛追逐戰、動物園紅鶴群、金錢洗錢，以及西班牙裔美國重工業都市黑幫的兇猛驃悍。
而本劇各季中，也有不少現役以及日後的好萊塢一線級演員曾經客串演出，包括芭芭拉·史翠珊、布魯斯·威利、茱莉亞·羅勃茲、海倫娜·寶漢·卡特、班·史提勒、連恩·尼遜、班尼西歐·岱·托羅、約翰·特托羅、維果·莫天森、比爾·派斯頓、克里斯·洛克等人。
本作的演、導、劇本俱優，是當時警匪類型電視影集極為成功的經典代表作；因此有後來曾任當年本劇執行製作的導演麥可·曼恩所改拍的電影版本，並於2006年7月28日上映，然而一般影評仍以原先電視影集版本為佳。

## 電視
- 影集

英文原名《邁阿密重案組》，台譯《邁阿密風雲》及《邁阿密天龍》，港譯《神探勇闖罪惡城》
台灣最初於1985年10月1日起在台視的午夜時段播出（以英語原音播出），而後1986年播出第二季時，改在當時週六最熱門的影集時段改配國語播出；片中以粉彩色佈景為主調配合邁阿密的明媚風光，穿著灑脫的巡警加上法拉利跑車，流行歌曲配樂，特殊角度取鏡以及引人的劇情結構；此片對整個成長在80年代的MTV世代形成了極大的流行文化與影響；並於全世界無數次重播。
曾於2000年以國語配音重播。
影集裡出現數支動聽流行歌曲，搭配烘托劇情起伏，如：《加勒比海皇后》、《你屬於這個城市》等。本劇首張電視原聲帶並曾獲告示牌專輯排行榜11週冠軍，由楊·漢默（Jan Hammer）所譜寫的片頭演奏曲《Miami Vice Theme》，亦曾登上告示牌單曲榜冠軍。

## 外部連結
- 台灣電視資料庫－邁阿密風雲[永久]
- 台灣電視資料庫－邁阿密天龍[永久]
- 80年代復古影集《邁阿密風雲》：記得小時候，那部看起來很沉重的警匪劇。 （页面存档备份，存于）